# Dielsia stenostachya
Dielsia stenostachya là một loài thực vật có hoa trong họ Restionaceae. Loài này được (W.Fitzg.) B.G.Briggs & L.A.S.Johnson mô tả khoa học đầu tiên năm 1998.